# MTURN
MTURN (англ. Maturin, neural progenitor differentiation regulator homolog) – білок, який кодується однойменним геном, розташованим у людей на 7-й хромосомі. Довжина поліпептидного ланцюга білка становить 131 амінокислот, а молекулярна маса — 14 925.
| 10         |  | 20         |  | 30         |  | 40         |  | 50         |
| ---------- |  | ---------- |  | ---------- |  | ---------- |  | ---------- |
| MDFQQLADVA |  | EKWCSNTPFE |  | LIATEETERR |  | MDFYADPGVS |  | FYVLCPDNGC |
| GDNFHVWSES |  | EDCLPFLQLA |  | QDYISSCGKK |  | TLHEVLEKVF |  | KSFRPLLGLP |
| DADDDAFEEY |  | SADVEEEEPE |  | ADHPQMGVSQ |  | Q          |  |            |

A: Аланін

C: Цистеїн

D: Аспарагінова кислота

E: Глутамінова кислота

F: Фенілаланін

G: Гліцин

H: Гістидин

I: Ізолейцин

K: Лізин

L: Лейцин

M: Метіонін

N: Аспарагін

P: Пролін

Q: Глутамін

R: Аргінін

S: Серин

T: Треонін

V: Валін

W: Триптофан

Кодований геном білок за функцією належить до білків розвитку. 
Задіяний у такому біологічному процесі, як альтернативний сплайсинг. 